# Tài khoản tiết kiệm
Tài khoản tiết kiệm là một tài khoản ngân hàng tại một ngân hàng bán lẻ mà có các tính năng bao gồm các yêu cầu chỉ có thể rút tiền hạn chế, không có phương tiện kiểm tra và thường không có tiện ích thẻ ghi nợ, có cơ sở chuyển khoản hạn chế và không thể dùng để rút tiền. Theo truyền thống, các giao dịch trên tài khoản tiết kiệm được ghi lại rộng rãi trong sổ tiết kiệm và đôi khi được gọi là tài khoản sổ tiết kiệm và không cung cấp sao kê ; tuy nhiên, hiện tại các giao dịch như vậy thường được ghi lại bằng điện tử và có thể truy cập trực tuyến.
Mọi người gửi tiền vào tài khoản tiết kiệm vì nhiều lý do, bao gồm cả nơi an toàn để giữ tiền mặt của họ. Tài khoản tiết kiệm thường trả lãi. Một số quốc gia yêu cầu tài khoản tiết kiệm phải được bảo vệ bởi bảo hiểm tiền gửi và một số quốc gia cung cấp bảo lãnh chính phủ cho ít nhất một phần của số dư tài khoản tiết kiệm.
Có một số loại tài khoản tiết kiệm cho các mục đích cụ thể, chẳng hạn như cho người tiết kiệm trẻ tuổi, cho người về hưu, tài khoản đầu tư, tài khoản thị trường tiền tệ, bên cạnh các tài khoản khác. Một số tài khoản yêu cầu một khoản tiền gửi tối thiểu, một khoản tiền gửi thường xuyên, thông báo rút tiền và các điều kiện đặc biệt khác.
Hầu như tất cả các tài khoản tiết kiệm tích lũy lãi kép theo thời gian.

## Luật lệ

### Hoa Kỳ

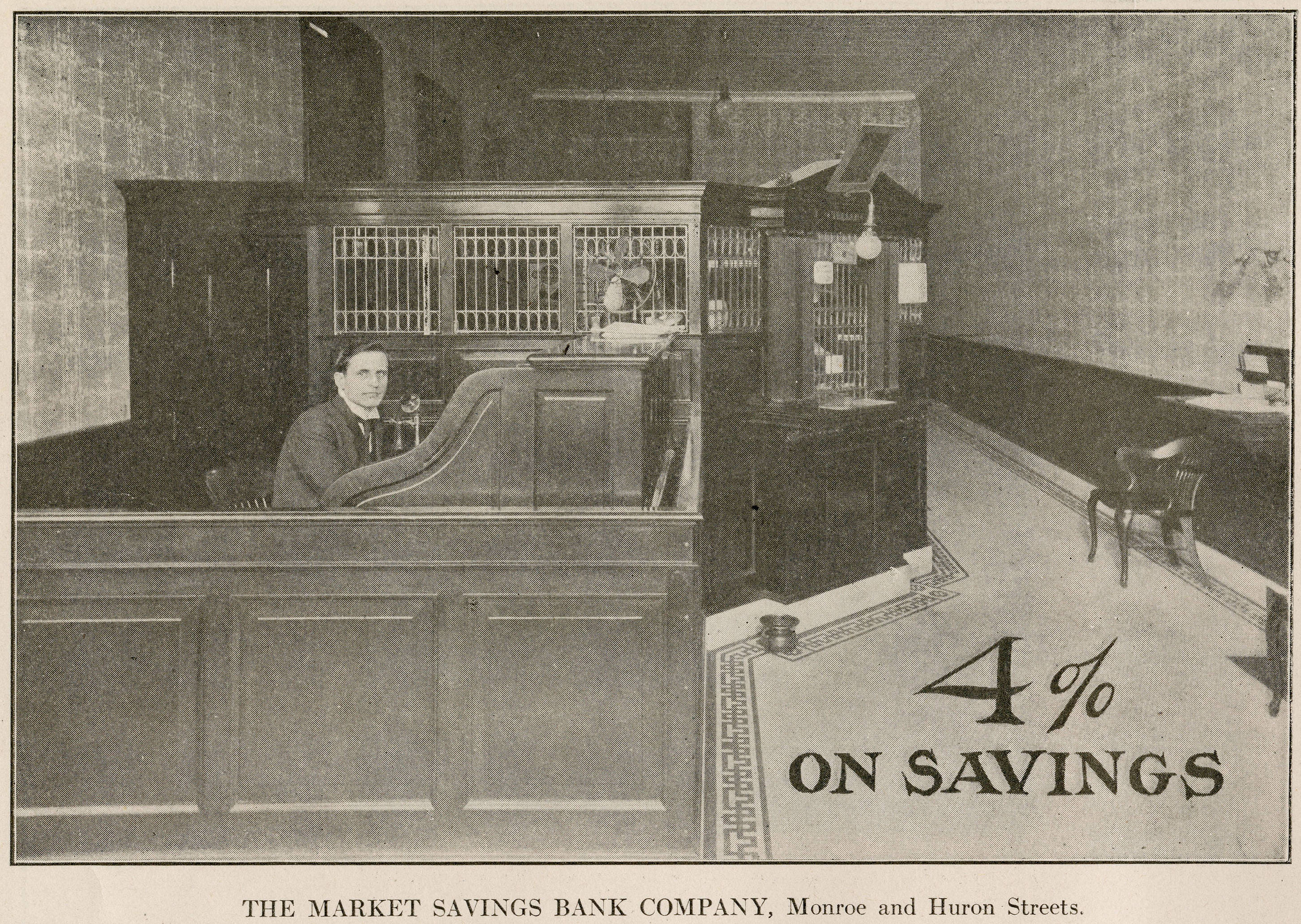
Quảng cáo của ngân hàng Toledo đầu thế kỷ 20 cho lãi suất 4% trên tài khoản tiết kiệm

Ở Hoa Kỳ, Sec. 204,2 (d) (1) của Quy định D (FRB) trước đây giới hạn rút tiền từ tài khoản tiết kiệm xuống sáu lần chuyển khoản hoặc rút tiền mỗi tháng, giới hạn này đã được xóa bỏ vào tháng 4 năm 2020, mặc dù một số ngân hàng tiếp tục áp dụng giới hạn một cách tự nguyện đến năm 2021. Không giới hạn số lần nạp tiền vào tài khoản. Việc vi phạm quy định có thể bị tính phí dịch vụ hoặc có thể dẫn đến tài khoản bị thay đổi thành tài khoản séc.
Quy định D đặt ra yêu cầu dự trữ nhỏ hơn số dư tài khoản tiết kiệm. Ngoài ra, khách hàng có thể lập kế hoạch rút tiền để không bị tính phí và lãi suất, góp phần làm cho số dư tài khoản tiết kiệm ổn định hơn mà ngân hàng có thể cho vay. Tài khoản tiết kiệm được liên kết với tài khoản séc tại cùng một tổ chức tài chính có thể giúp tránh phí do thấu chi và giảm chi phí ngân hàng.

### Sổ tiết kiệm
Sổ tiết kiệm được hiểu là sổ gửi tiền của người dân ở ngân hàng, trong sổ ghi rõ thông tin số tiền gửi ban đầu, lãi suất tiết kiệm và thời hạn gửi tiền. Nhiều người lựa chọn gửi tiết kiệm bằng cách mở sổ tại ngân hàng, thay vì mua vàng hoặc đầu tư đất, chứng khoán để vừa có tiền lại tránh nhiều rủi ro.

#### Tài khoản tiết kiệm năng suất cao
Tài khoản tiết kiệm năng suất cao, đôi khi được viết tắt là HYSA, là một loại tài khoản tiết kiệm có lãi suất cao hơn tài khoản tiết kiệm bình thường. Các tài khoản này thường kiếm được tiền lãi gấp 10 lần so với tài khoản tiết kiệm thông thường. HYSA có thể là một lựa chọn tốt để đầu tư ngắn hạn.